# Clidemia gracilis
Clidemia gracilis là một loài thực vật có hoa trong họ Mua. Loài này được Pittier mô tả khoa học đầu tiên năm 1923.